# Tineke Strik
Martina Hermina Antonia (Tineke) Strik (Alphen (Gld), 28 september 1961) is een Nederlands politica voor GroenLinks. Ze is sinds 2 juli 2019 lid van het Europees Parlement. Eerder was ze wethouder in Wageningen en lid van de Eerste Kamer waar ze tevens fractievoorzitter was. Ze is verbonden aan het Centrum voor Migratierecht aan de Radboud Universiteit, sinds 2020 als hoogleraar Burgerschap en Migratierecht. 

## Levensloop

### Voor en naast de politiek
Tussen 1979 en 1983 studeerde Tineke Strik sociaal-cultureel werk bij de Sociale Academie 'Den Elzent' in Eindhoven. Vervolgens studeerde ze tussen 1985 en 1991 Nederlands recht en internationaal publiekrecht aan de Katholieke Universiteit Nijmegen. 
Tussen 1990 en 1993 werkte zij als juridisch medewerker bij het Jongeren Advies Centrum te Amsterdam. Tussen 1993 en 1996 werkte zij bij VluchtelingenWerk Nederland als consulent rechtsbescherming. Vervolgens werkte ze een jaar als gerechtssecretaris bij de vreemdelingenkamer van de Arrondissementsrechtbank te Zwolle.
In 1997 werd ze beleidsmedewerker justitie bij de Tweede Kamerfractie van GroenLinks. Tussen 2001 en 2002 werkte zij als beleidscoördinator internationale zaken bij het ministerie van Justitie.
Sinds 2004 combineert Strik haar politieke activiteiten met wetenschappelijk werk. Tussen 2004 en 2011 werkte zij aan een proefschrift bij het Centrum voor Migratierecht van de Radboud Universiteit Nijmegen. Op 28 oktober 2011 promoveerde zij op de totstandkoming en de nationale effecten van Europees asiel en migratiebeleid. Sinds 2009 was zij universitair (hoofd)docent migratierecht aan de Radboud Universiteit, en vanaf 2020 is zij hoogleraar Burgerschap en Migratierecht. Tijdens haar academische loopbaan deed ze (vergelijkend) onderzoek naar de rechtspositie van reguliere migranten (met name de Gezinsherenigingsrichtlijn en Langdurig Ingezetenenrichtlijn, maar ook bv integratiebeleid), naar asielprocedures en het recht van de Europese buitengrenzen. De afgelopen jaren richt ze zich op het terugkeerbeleid en de externalisering van asiel- en migratiebeleid, met name op de mensenrechtelijke gevolgen ervan. Haar oratie in 2022 was getiteld "Dealing with Migration.  Constitutional challenges in the external cooperation on migration." Strik is erelid van het Odysseus Network, Academic Network for Legal Studies on Immigration and Asylum in Europe. 

### Politieke loopbaan
Tussen 2002 en 2006 was zij wethouder van sociale zaken, inclusief jeugdwerk, cultuur en minderhedenbeleid in Wageningen.
Zij had verschillende posities binnen GroenLinks, zo was zij lid van het strategisch beraad, een overleg van lokale en nationale politici en was zij verschillende keren lid van een verkiezingsprogramma commissie voor zowel het landelijke als het Europese verkiezingsprogramma (in 2013 was zij voorzitter van de Europese programmacommissie) en van kandidatencommissies.  
Van 2007 tot 2019 was Strik lid van de Eerste Kamer voor GroenLinks en was woordvoerster Justitie, Europese Zaken, Sociale Zaken en Buitenlandse Zaken; van 2009 tot 2015 was zij voorzitter van de commissie Europese Zaken, en van 2015 tot 2019 was ze fractievoorzitter van GroenLinks. Als senator was Strik lid van de parlementaire assemblee van de Raad van Europa. waar ze voor de migratiecommissie en de commissie juridische zaken als rapporteur tal van rapporten uitbracht, zoals over migranten achtergelaten op zee, de situatie van vluchtelingen in Griekenland, Italië en transitlanden, de mensenrechtelijke effecten van migratiedeals, en over pushback praktijken aan de grens.
Op 3 december 2008 werd zij voorgedragen als een van de drie kandidaten voor het lijsttrekkerschap van GroenLinks bij de Europese Verkiezingen van 2009. De lijsttrekker werd verkozen in een intern referendum. Haar kandidatuur werd onder andere ondersteund door de drie GroenLinkse mede-senatoren. Strik werd tweede. De verkiezing werd gewonnen door Judith Sargentini. Vervolgens heeft ze zich teruggetrokken uit de strijd voor de tweede plaats om plaats te bieden aan een meer groene kandidaat. Strik kwam wel op de lijst voor het Europees Parlement, als lijstduwer. In 2011 werd ze als nummer twee op de kandidatenlijst van GroenLinks gezet voor de Eerste Kamer.
Op het GroenLinks congres van 7 februari 2015 werd Strik gekozen als lijsttrekker op kandidatenlijst voor de Eerste Kamer. Op 9 juni 2015 volgde haar installatie als fractievoorzitter. In 2019 verliet ze de Eerste Kamer.
Voor de Europese Parlementsverkiezingen van 2019 stond ze op de tweede plek van de kandidatenlijst van GroenLinks. GroenLinks haalde drie zetels zodat ze op 2 juli geïnstalleerd kon worden als Europarlementariër. In het Parlement is ze lid van de LIBE commissie (Civil Liberties), en coördinator voor de Groenen. Ze is voornamelijk actief op het gebied van asiel en migratie en de rechtsstaat. In 2021 schreef ze een rapport over de rol van Frontex bij mensenrechtenschendingen, naar aanleiding van onthullingen van onderzoeksjournalisten over de betrokkenheid van Frontex bij 'pushbacks' in Griekenland. Strik werkte mee aan een nieuwe controlecommissie voor Frontex, en werd rapporteur voor het onderzoek naar deze onthullingen. Ze onderhandelde in 2023 mee over een resolutie die gebaseerd was op haar rapport. Daarnaast werd ze rapporteur over het voorstel om Frontex te stationeren in Mauritanië (met een 'Status agreement' tussen de EU en Mauritanië). Verder was Strik actief in de controlecommissie met betrekking tot de naleving van de Schengenregels, en was ze lid van de commissie die het proces naar het Asielpact begeleidde. Ze was rapporteur over de gewijzigde terugkeerrichtlijn en schaduwrapporteur over de screeningsverordening, de hervestigingsverordening, de instrumentalisatie verordening en de single permit richtlijn. Daarnaast was ze schaduwrapporteur over de rechtsstaat in Polen en voor het jaarlijkse rechtsstaat-rapport, en ze was nauw betrokken bij de onderhandelingen over de conditionaliteitsverordening waarmee EU-financiering wordt gekoppeld aan naleving van de rechtsstaat. 
In de commissie buitenlandse zaken (AFET) was ze schaduwrapporteur voor Bosnië Herzegovina, Noord-Macedonië en Afghanistan, en woordvoerder op het toetredingsbeleid en op de externe samenwerking op het gebied van migratie. Ze heeft steeds gepleit voor prioritering van de rechtsstaat in de toetredingsonderhandelingen, en om toetredingsfinanciering daaraan voorwaardelijk te maken. Strik zette zich in voor het versterken van de maatschappelijke en hervormingsgezinde bewegingen in de toetredingslanden. Ook pleitte ze voor het afschaffen van het veto-recht tijdens de toetredingsprocessen, om misbruik door lidstaten te voorkomen.. Ze schreef een rapport over de mensenrechtelijke aspecten van migratiedeals, dat in 2022 als resolutie werd aangenomen door het Parlement, en was schaduwrapporteur van een resolutie over de migratiedeal met Tunesië.
Naast haar politieke activiteiten heeft Strik een aantal bestuurlijke functies vervuld. Zij was als wethouder plaatsvervangend lid van het congres voor lokale overheden van de Raad van Europa. In 2005 was zij waarnemer bij de lokale verkiezingen in Palestina en in 2008 in Georgië. Strik was van november 2010 tot 2017 bestuurslid van de Nederlandse sectie van kinderrechtenorganisatie Defence for Children International/ECPAT, afdeling Nederland. Van 2011 tot 2012 was zij lid van de Raad van Toezicht van HERA Vrouwenopvang, en van 2011 tot 2018 was zij lid van de Raad van Toezicht van De Woningstichting in Wageningen, waarvan de laatste twee jaar voorzitter. Sinds 2008 is ze voorzitter van de klachtencommissie van VluchtelingenWerk Oost Nederland. 

## Persoonlijk
Strik is geboren op een boerderij in een gezin van zes kinderen en woont in Dodewaard.